# Polen i olympiska sommarspelen 1976
Polen deltog i de olympiska sommarspelen 1976 med en trupp bestående av 207 deltagare, 180 män och 27 kvinnor, vilka deltog i 116 tävlingar i 18 sporter. Landet slutade på sjätte plats i medaljligan, med sju guldmedaljer och 26 medaljer totalt.

## Medaljer
| Medalj | Namn                                                                  | Sport          | Gren                                |
| ------ | --------------------------------------------------------------------- | -------------- | ----------------------------------- |
| 1      | Jerzy Rybicki                                                         | Boxning        | Lätt mellanvikt                     |
| 1      | Kazimierz Lipień                                                      | Brottning      | Fjädervikt, grekisk-romersk stil    |
| 1      | Irena Szewińska                                                       | Friidrott      | Damernas 400 meter                  |
| 1      | Jacek Wszoła                                                          | Friidrott      | Herrarnas höjdhopp                  |
| 1      | Tadeusz Ślusarski                                                     | Friidrott      | Herrarnas stavhopp                  |
| 1      | Janusz Pyciak-Peciak                                                  | Modern femkamp | Herrarnas individuella              |
| 1      | Polens herrlandslag i volleyboll                                      | Volleyboll     | Herrarnas turnering                 |
| 2      | Ryszard Szurkowski Tadeusz Mytnik Mieczysław Nowicki Stanisław Szozda | Cykling        | Herrarnas linjelopp                 |
| 2      | Polens herrlandslag i fotboll                                         | Fotboll        | Herrarnas turnering                 |
| 2      | Bronisław Malinowski                                                  | Friidrott      | Herrarnas 3 000 meter hinder        |
| 2      | Ryszard Podlas Jan Werner Zbigniew Jaremski Jerzy Pietrzyk            | Friidrott      | Herrarnas 4 x 400 meter stafett     |
| 2      | Andrzej Gronowicz Jerzy Opara                                         | Kanotsport     | Herrarnas C-2 1000 m                |
| 2      | Grzegorz Cziura                                                       | Tyngdlyftning  | 56 kg                               |
| 3      | Leszek Blazynski                                                      | Boxning        | Flugvikt                            |
| 3      | Leszek Kosedowski                                                     | Boxning        | Fjädervikt                          |
| 3      | Kachimierz Szcerba                                                    | Boxning        | Lätt weltervikt                     |
| 3      | Janusz Gortat                                                         | Boxning        | Lätt tungvikt                       |
| 3      | Czesław Kwieciński                                                    | Brottning      | Lätt tungvikt, grekisk-romersk stil |
| 3      | Andrzej Skrzydlewski                                                  | Brottning      | Tungvikt, grekisk-romersk stil      |
| 3      | Mieczysław Nowicki                                                    | Cykling        | Herrarnas linjelopp                 |
| 3      | Polens herrlandslag i handboll                                        | Handboll       | Herrarnas turnering                 |
| 3      | Marian Tałaj                                                          | Judo           | Herrarnas halv mellanvikt           |
| 3      | Jerzy Greszkiewicz                                                    | Skytte         | 50 m löpande mål                    |
| 3      | Wiesław Gawlikowski                                                   | Skytte         | Trap                                |
| 3      | Kazimierz Czarnecki                                                   | Tyngdlyftning  | 67,5 kg                             |
| 3      | Tadeusz Rutkowski                                                     | Tyngdlyftning  | 110 kg                              |

## Boxning
| Boxare             | Viktklass       | Omgång 1                      | Omgång 2                          | Omgång 3                      | Kvartsfinal                     | Semifinal                      | Final                   | Final            |
| Boxare             | Viktklass       | Motståndare Resultat          | Motståndare Resultat              | Motståndare Resultat          | Motståndare Resultat            | Motståndare Resultat           | Motståndare Resultat    | Placering        |
| ------------------ | --------------- | ----------------------------- | --------------------------------- | ----------------------------- | ------------------------------- | ------------------------------ | ----------------------- | ---------------- |
| Henryk Średnicki   | Lätt flugvikt   | Luis Curtis (USA) W 5-0       | Li Byong-Uk (PRK) L 2:3           | Gick inte vidare              | Gick inte vidare                | Gick inte vidare               | Gick inte vidare        | Gick inte vidare |
| Leszek Blażyński   | Flugvikt        | BYE                           | Antonio Filho (BRA) W KO-2        | Fazlija Sacirović (YUG) W 3-2 | Alfredo Pérez (VEN) W 3-2       | Leo Randolph (USA) L 1-4       | Gick inte vidare        |                  |
| Leszek Borkowski   | Bantamvikt      | BYE                           | Patrick Cowdell (GBR) L 0-5       | Gick inte vidare              | Gick inte vidare                | Gick inte vidare               | Gick inte vidare        | Gick inte vidare |
| Leszek Kosedowski  | Fjädervikt      | BYE                           | Cornelius Boza Edwards (UGA) W WO | Camille Huard (CAN) W 5-0     | Bratislav Ristić (YUG) W 5-0    | Richard Nowakowski (GDR) L 0-5 | Gick inte vidare        |                  |
| Bogdan Gajda       | Lättvikt        | BYE                           | Cleveland Denny (GUY) W WO        | Vassilj Solomin (URS) L 0-5   | Gick inte vidare                | Gick inte vidare               | Gick inte vidare        | Gick inte vidare |
| Kazimierz Szczerba | Lätt weltervikt | BYE                           | Josiah Nhlengethwa (SUR) W WO     | Sodnom Gombo (MGL) W 3-2      | Luis Portillo (ARG) W 5-0       | Ray Leonard (USA) L 0-5        | Gick inte vidare        |                  |
| Zbigniew Kicka     | Weltervikt      | BYE                           | Clinton Jackson (USA) W 0-5       | Gick inte vidare              | Gick inte vidare                | Gick inte vidare               | Gick inte vidare        | Gick inte vidare |
| Jerzy Rybicki      | Lätt mellanvikt | BYE                           | Chuck Walker (USA) W 3-2          | i.u.                          | Wilfredo Guzmán (PUR) W 5-0     | Viktor Savtjenko (URS) W 3-2   | Tadija Kačar (YUG) W5-0 |                  |
| Ryszard Pasiewicz  | Mellanvikt      | BYE                           | Jean-Pierre Malavasi (FRA) W KO-2 | i.u.                          | Michael Spinks (USA) L 0-5      | Gick inte vidare               | Gick inte vidare        | Gick inte vidare |
| Janusz Gortat      | Lätt tungvikt   | JMiloslav Popović (YUG) W 3-2 | Georgi Stojmenov (BUL) W AB-3     | i.u.                          | Juan Domingo Suarez (ARG) W 4-1 | Leon Spinks (USA) L 0-5        | Gick inte vidare        |                  |
| Andrzej Biegalski  | Tungvikt        | John Tate (USA) L 0-5         | Gick inte vidare                  | Gick inte vidare              | Gick inte vidare                | Gick inte vidare               | Gick inte vidare        | Gick inte vidare |

## Brottning
Fristil
| Brottare          | Gren                | Eliminerings-pool                      | Eliminerings-pool                     | Eliminerings-pool                 | Eliminerings-pool          | Eliminerings-pool               | Eliminerings-pool | Final                   | Final     |
| Brottare          | Gren                | Omgång 1 Resultat                      | Omgång 2 Resultat                     | Omgång 3 Resultat                 | Omgång 4 Resultat          | Omgång 5 Resultat               | Omgång 6 Resultat | Slutlig omgång Resultat | Placering |
| ----------------- | ------------------- | -------------------------------------- | ------------------------------------- | --------------------------------- | -------------------------- | ------------------------------- | ----------------- | ----------------------- | --------- |
| Władysław Stecyk  | Flugvikt -52kg      | Jamsrangiin Mönkh-Ochir (MGL) W T 8:30 | Julien Mewis (BEL) W T 1:26           | Nermedin Selimov (BUL) W 11-8     | Yuji Takada (JPN) L T 5:39 | Alexander Ivanov (URS) L 5 - 26 | i.u.              | Gick inte vidare        | 6         |
| Zbigniew Żedzicki | Bantamvikt -57kg    | BYE                                    | Joe Corso (USA) W T 1:02              | Li Ho-Pyong (PRK) L 10-13         | Miho Dukov (BUL) L 7 - 14  | i.u.                            | i.u.              | Gick inte vidare        | 8         |
| Henryk Mazur      | Mellanvikt -82kg    | Mehmet Uzun (TUR) W 9-4                | Mohammad Hassan Mohebbi (IRI) W 13-10 | Birahim Diop (SEN) W T 5:21       | Adolf Seger (FRG) L 6 - 26 | i.u.                            | i.u.              | Gick inte vidare        | 6         |
| Paweł Kurczewski  | Lätt tungvikt -90kg | Géza Molnár (HUN) W 6-3                | Salah Uddin (PAK) W T 1:50            | Horst Stottmeister (GDR) L T 5:11 | Keijo Manni (FIN) W T 0:57 | Ben Peterson (USA) W 4-13       | i.u.              | Gick inte vidare        | 6         |

Grekisk-romersk stil
| Brottare                | Gren                 | Eliminerings-pool                       | Eliminerings-pool                   | Eliminerings-pool                  | Eliminerings-pool                | Eliminerings-pool                | Eliminerings-pool              | Final                        | Final     |
| Brottare                | Gren                 | Omgång 1 Resultat                       | Omgång 2 Resultat                   | Omgång 3 Resultat                  | Omgång 4 Resultat                | Omgång 5 Resultat                | Omgång 6 Resultat              | Slutlig omgång Resultat      | Placering |
| ----------------------- | -------------------- | --------------------------------------- | ----------------------------------- | ---------------------------------- | -------------------------------- | -------------------------------- | ------------------------------ | ---------------------------- | --------- |
| Aleksander Zajączkowski | Lätt flugvikt -48kg  | Sirvano Valdes (CUB) L 6 - 11           | Gheorghe Berceanu (ROU) L T 0:20    | i.u.                               | i.u.                             | i.u.                             | i.u.                           | Gick inte vidare             | 11        |
| Czesław Stanjek         | Flugvikt -52kg       | Jamsrangiin Mönkh-Ochir (MGL) W DQ 6:52 | Antonio Caltabiano (ITA) L 6-11     | DNS                                | i.u.                             | i.u.                             | i.u.                           | Gick inte vidare             | 9         |
| Józef Lipień            | Bantamvikt -57kg     | Mihai Boţilă (ROU) L DQ 8:00            | Yoshima Suga (JPN) W 16-12          | Pertti Ukkola (FIN) W 9-4          | Farhat Mustafin (URS) L 4-29     | i.u.                             | i.u.                           | Gick inte vidare             | 10        |
| Kazimierz Lipień        | Fjädervikt -62kg     | Howard Stupp (CAN) W 37-0               | Joaquim Jesus Vieira (POR) W T 1:59 | Stojan Lazarov (BUL) W 16-0        | Stelios Mygiakis (GRE) W DQ 8:55 | BYE                              | Nelson Davidjan (URS) L 6 - 10 | László Réczi (HUN) W 13-4    |           |
| Andrzej Supron          | Lättvikt -68kg       | Ştefan Rusu (ROU) L 1-13                | Jacques van Lancker (BEL) W T 5:04  | Nedko Nedev (BUL) W 9-7            | Kim Hae-Myung (KOR) W T 1:47     | Suren Nalbandjan (URS) L 4-7     | i.u.                           | Gick inte vidare             | 5         |
| Stanisław Krzesiński    | Weltervikt -74kg     | Mikko Huhtala (FIN) L DQ 5:15           | Idalberto Barbán (CUB) W DQ 7:53    | Klaus-Peter Göpfert (GDR) L T 1:14 | i.u.                             | i.u.                             | i.u.                           | Gick inte vidare             | 11        |
| Adam Ostrowski          | Mellanvikt -82kg     | BYE                                     | Giuseppe Vitucci (ITA) W DQ 7:19    | Keijo Manni (FIN) L DQ 7:56        | Leif Andersson (SWE) L 6-9       | i.u.                             | i.u.                           | Gick inte vidare             | 8         |
| Czesław Kwieciński      | Lätt tungvikt -90kg  | BYE                                     | Sadao Sato (JPN) W T 2:00           | Hashem Kolahi (IRI) W T 0:12       | Valerij Rezantsev (URS) L 3-9    | Darko Nišavić (YUG) W DQ 8:00    | i.u.                           | Stojan Ivanov (BUL) W T 6:46 |           |
| Andrzej Skrzydlewski    | Tungvikt -100kg      | Bahram Moshtaghi (IRI) W T 2:24         | Daniel Verník (ARG) W T 1:17        | Brad Rheingans (USA) L 7-9         | Heinz Schäfer (FRG) W T 2:59     | Nikolai Balbosjin (URS) L T 2:04 | i.u.                           | Kamen Goranov (BUL) L 2-6    |           |
| Henryk Tomanek          | Supertungvikt +100kg | Alexander Koltjinskij (URS) L T 2:40    | Einar Gundersen (NOR) WDQ 6:54      | William Lee (USA) W DQ 8:35        | Aleksandar Tomov (BUL) L T 0:23  | i.u.                             | i.u.                           | Gick inte vidare             | 4         |

## Bågskytte
Herrar
| Bågskytt            | Gren         | Omgång 1 | Omgång 1 | Omgång 2 | Omgång 2 | Totalpoäng | Totalpoäng |
| Bågskytt            | Gren         | Poäng    | Seed     | Poäng    | Seed     | Poäng      | Seed       |
| ------------------- | ------------ | -------- | -------- | -------- | -------- | ---------- | ---------- |
| Jan Popowicz        | Individuellt | 1154     | 22       | 1201     | 20       | 2355       | 17         |
| Wojciech Szymańczyk | Individuellt | 1137     | 25       | 1209     | 16       | 2346       | 22         |

Damer
| Bågskytt         | Gren         | Omgång 1 | Omgång 1 | Omgång 2 | Omgång 2 | Totalpoäng | Totalpoäng |
| Bågskytt         | Gren         | Poäng    | Seed     | Poäng    | Seed     | Poäng      | Seed       |
| ---------------- | ------------ | -------- | -------- | -------- | -------- | ---------- | ---------- |
| Jadwiga Wilejto  | Individuellt | 1200     | 4        | 1195     | 9        | 2395       | 6          |
| Irena Szydłowska | Individuellt | 1127     | 8        | 1137     | 18       | 2264       | 20         |

## Cykling

### Landsväg
| Cyklist                                                               | Gren                | Tid       | Placering |
| --------------------------------------------------------------------- | ------------------- | --------- | --------- |
| Jan Brzeźny                                                           | Herrarnas linjelopp | 4:19:09   | 30        |
| Mieczysław Nowicki                                                    | Herrarnas linjelopp | 4:47:23,0 |           |
| Stanisław Szozda                                                      | Herrarnas linjelopp | 4:49:01,0 | 11        |
| Ryszard Szurkowski                                                    | Herrarnas linjelopp | 4:49:01,0 | 12        |
| Ryszard Szurkowski Tadeusz Mytnik Mieczysław Nowicki Stanisław Szozda | Herrarnas lagtempo  | 2:09:13,0 |           |

### Bana
| Cyklist            | Gren                | Tid      | Placering |
| ------------------ | ------------------- | -------- | --------- |
| Janusz Kierzkowski | Herrarnas tempolopp | 1:07,660 | 4         |

| Cyklist        | Gren             | Omgång 1                         | Återkval 1 | Omgång 2                         | Återkval 2                        | Återkvalsfinal                   | Kvartsfinal                      | Semifinal                        | Final                            | Final            |
| Cyklist        | Gren             | Tid Hastighet (km/h)             | Placering  | Motståndare Tid Hastighet (km/h) | Motståndare Tid Hastighet (km/h)  | Motståndare Tid Hastighet (km/h) | Motståndare Tid Hastighet (km/h) | Motståndare Tid Hastighet (km/h) | Motståndare Tid Hastighet (km/h) | Placering        |
| -------------- | ---------------- | -------------------------------- | ---------- | -------------------------------- | --------------------------------- | -------------------------------- | -------------------------------- | -------------------------------- | -------------------------------- | ---------------- |
| Benedykt Kocot | Herrarnas sprint | Rawlins (TRI) Chin (JAM) W 11,79 | BYE        | Fredborg (DEN) Berkmann (ITA) L  | Tormen Mendez (CHI) Smith (BAR) L | Gick inte vidare                 | Gick inte vidare                 | Gick inte vidare                 | Gick inte vidare                 | Gick inte vidare |

| Cyklist                                                           | Gren                     | Kval    | Kval      | Åttondelsfinal        | Kvartsfinal                   | Semifinal        | Final            | Final     |
| Cyklist                                                           | Gren                     | Tid     | Placering | Motståndare Tid       | Motståndare Tid               | Motståndare Tid  | Motståndare Tid  | Placering |
| ----------------------------------------------------------------- | ------------------------ | ------- | --------- | --------------------- | ----------------------------- | ---------------- | ---------------- | --------- |
| Jan Jankiewicz                                                    | Herrarnas förföljelse    | 4:51,48 | 7 Q       | Klasa (TCH) L 4:54,94 | Gick inte vidare              | Gick inte vidare | Gick inte vidare | 10        |
| Czesław Lang Jan Jankiewicz Krzysztof Sujka Zbigniew Szczepkowski | Herrarnas lagförföljelse | 4:27,21 | 5 Q       | i.u.                  | Great Britain (GBR) L 4:27,13 | Gick inte vidare | Gick inte vidare | 5         |

## Fotboll
Herrar
Gruppsel
| Nr | Lag   | S | V | O | F | GM | IM | MS | P |
| -- | ----- | - | - | - | - | -- | -- | -- | - |
| 1  | Polen | 2 | 1 | 1 | 0 | 3  | 2  | +1 | 3 |
| 2  | Iran  | 2 | 1 | 0 | 1 | 3  | 3  | 0  | 2 |
| 3  | Kuba  | 2 | 0 | 1 | 1 | 0  | 1  | −1 | 1 |
| 4  | Ghana | 0 | 0 | 0 | 0 | 0  | 0  | 0  | 0 |

Slutspel
|  | Kvartsfinal               | Kvartsfinal            |                         |   | Semifinal               | Semifinal               |   |  | Final | Final |
|  |                           |                        |                         |   |                         |                         |   |  |       |       |
|  | 25 juli 1976 - Ottawa     |                        |                         |   |                         |                         |   |  |       |       |
|  |                           |                        |                         |   |                         |                         |   |  |       |       |
|  | Östtyskland               | 4                      |                         |   |                         |                         |   |  |       |       |
|  | Östtyskland               | 4                      | 27 juli 1976 - Montreal |   |                         |                         |   |  |       |       |
|  | Frankrike                 | 0                      |                         |   |                         |                         |   |  |       |       |
|  | Frankrike                 | 0                      | Östtyskland             | 2 |                         |                         |   |  |       |       |
|  | 25 juli 1976 - Sherbrooke |                        | Östtyskland             | 2 |                         |                         |   |  |       |       |
|  |                           | Sovjetunionen          | 1                       |   |                         |                         |   |  |       |       |
|  | Sovjetunionen             | Sovjetunionen          | 1                       | 2 |                         |                         |   |  |       |       |
|  | Sovjetunionen             |                        | 31 juli 1976 - Montreal | 2 |                         |                         |   |  |       |       |
|  | Iran                      | 1                      |                         |   |                         |                         |   |  |       |       |
|  | Iran                      | 1                      | Östtyskland             | 3 |                         |                         |   |  |       |       |
|  | 25 juli 1976 - Toronto    |                        | Östtyskland             | 3 |                         |                         |   |  |       |       |
|  |                           | Polen                  | 1                       |   |                         |                         |   |  |       |       |
|  | Brasilien                 | Polen                  | 1                       | 4 |                         |                         |   |  |       |       |
|  | Brasilien                 | 27 juli 1976 - Toronto |                         | 4 |                         |                         |   |  |       |       |
|  | Israel                    | 1                      |                         |   |                         |                         |   |  |       |       |
|  | Israel                    | 1                      | Polen                   | 2 | Bronsmatch              | Bronsmatch              |   |  |       |       |
|  | 25 juli 1976 - Montreal   |                        | Polen                   | 2 | Bronsmatch              | Bronsmatch              |   |  |       |       |
|  |                           | Brasilien              | 0                       |   | 29 juli 1976 - Montreal | 29 juli 1976 - Montreal |   |  |       |       |
|  | Polen                     | Brasilien              | 0                       | 5 | 29 juli 1976 - Montreal | 29 juli 1976 - Montreal |   |  |       |       |
|  | Polen                     |                        |                         |   |                         | Sovjetunionen           | 2 |  |       |       |
|  | Nordkorea                 | 0                      |                         |   |                         | Sovjetunionen           | 2 |  |       |       |
|  | Nordkorea                 | 0                      | Brasilien               | 0 |                         |                         |   |  |       |       |
|  |                           |                        | Brasilien               | 0 |                         |                         |   |  |       |       |

## Friidrott
Herrar
| Friidrottare                                                            | Gren                            | Heat     | Heat      | Kvartsfinal      | Kvartsfinal      | Semifinal        | Semifinal        | Final            | Final            |
| Friidrottare                                                            | Gren                            | Resultat | Placering | Resultat         | Placering        | Resultat         | Placering        | Resultat         | Placering        |
| ----------------------------------------------------------------------- | ------------------------------- | -------- | --------- | ---------------- | ---------------- | ---------------- | ---------------- | ---------------- | ---------------- |
| Bogusław Duda                                                           | Herrarnas 20 km gång            | i.u.     | i.u.      | i.u.             | i.u.             | i.u.             | i.u.             | 1:33:53,4        | 21               |
| Marian Gęsicki                                                          | Herrarnas 800 meter             | 1:47,06  | 6         | Gick inte vidare | Gick inte vidare | Gick inte vidare | Gick inte vidare | Gick inte vidare | Gick inte vidare |
| Bogdan Grzejszczak                                                      | Herrarnas 200 meter             | 21,35    | 2 Q       | 21,02            | 2 Q              | 21,14            | 4 Q              | 20,91            | 6                |
| Jerzy Hewelt                                                            | Herrarnas 400 meter häck        | 51,39    | 3 Q       | i.u.             | i.u.             | 50,57            | 7                | Gick inte vidare | Gick inte vidare |
| Zbigniew Jaremski                                                       | Herrarnas 400 meter             | 46,68    | 3 Q       | 47,10            | 6                | Gick inte vidare | Gick inte vidare | Gick inte vidare | Gick inte vidare |
| Zenon Licznerski                                                        | Herrarnas 100 meter             | 10,60    | 2 Q       | 10,52            | 6                | Gick inte vidare | Gick inte vidare | Gick inte vidare | Gick inte vidare |
| Bronisław Malinowski                                                    | Herrarnas 1 500 meter           | 3:41,67  | 6         | Gick inte vidare | Gick inte vidare | Gick inte vidare | Gick inte vidare | Gick inte vidare | Gick inte vidare |
| Bronisław Malinowski                                                    | Herrarnas 3 000 meter hinder    | 8:18,56  | 1 Q       | i.u.             | i.u.             | i.u.             | i.u.             | 8:09,11          |                  |
| Zenon Nowosz                                                            | Herrarnas 200 meter             | 21,29    | 2 Q       | 21,22            | 6                | Gick inte vidare | Gick inte vidare | Gick inte vidare | Gick inte vidare |
| Kazimierz Orzeł                                                         | Herrarnas maraton               | i.u.     | i.u.      | i.u.             | i.u.             | i.u.             | i.u.             | 2:17:43          | 15               |
| Jan Ornoch                                                              | Herrarnas 20 km gång            | i.u.     | i.u.      | i.u.             | i.u.             | i.u.             | i.u.             | 1:32:19,2        | 17               |
| Jerzy Pietrzyk                                                          | Herrarnas 400 meter             | 46,92    | 2 Q       | 46,30            | 3 Q              | 45,65            | 5                | Gick inte vidare | Gick inte vidare |
| Andrzej Świerczyński                                                    | Herrarnas 100 meter             | 10,62    | 2 Q       | 10,59            | 5                | Gick inte vidare | Gick inte vidare | Gick inte vidare | Gick inte vidare |
| Jan Werner                                                              | Herrarnas 400 meter             | 46,19    | 3 Q       | 45,88            | 2 Q              | 45,44            | 4 Q              | 45,63            | 8                |
| Marian Woronin                                                          | Herrarnas 100 meter             | 10,56    | 2 Q       | 10,53            | 4 Q              | 10,69            | 8                | Gick inte vidare | Gick inte vidare |
| Marian Woronin                                                          | Herrarnas 200 meter             | 21,90    | 5         | Gick inte vidare | Gick inte vidare | Gick inte vidare | Gick inte vidare | Gick inte vidare | Gick inte vidare |
| Andrzej Świerczyński Marian Woronin Bogdan Grzejszczak Zenon Licznerski | Herrarnas 4 x 100 meter stafett | 39,09    | 1 Q       | i.u.             | i.u.             | i.u.             | i.u.             | 38,83            | 4                |
| Ryszard Podlas Jan Werner Zbigniew Jaremski Jerzy Pietrzyk              | Herrarnas 4 x 400 meter stafett | 3:03,03  | 1 Q       | i.u.             | i.u.             | i.u.             | i.u.             | 3:01,43          |                  |

| Friidrottare          | Gren                     | Kval    | Kval      | Final            | Final            |
| Friidrottare          | Gren                     | Distans | Placering | Distans          | Placering        |
| --------------------- | ------------------------ | ------- | --------- | ---------------- | ---------------- |
| Piotr Bielczyk        | Herrarnas spjutkastning  | 82,56   | 7 q       | 86,50            | 4                |
| Eugeniusz Biskupski   | Herrarnas tresteg        | 16,46   | 9 Q       | 16,49            | 7                |
| Wojciech Buciarski    | Herrarnas stavhopp       | 5,10    | 1 Q       | 5,45             | 5                |
| Grzegorz Cybulski     | Herrarnas längdhopp      | 7,71    | 13        | Gick inte vidare | Gick inte vidare |
| Michał Joachimowski   | Herrarnas tresteg        | 16,29   | 13        | Gick inte vidare | Gick inte vidare |
| Władysław Kozakiewicz | Herrarnas stavhopp       | 5,10    | 1 Q       | 5,25             | 11               |
| Andrzej Sontag        | Herrarnas tresteg        | 15,82   | 20        | Gick inte vidare | Gick inte vidare |
| Tadeusz Ślusarski     | Herrarnas stavhopp       | 5,10    | 16 Q      | 5,50 OR          |                  |
| Stanisław Wołodko     | Herrarnas diskuskastning | 59,42   | 18        | Gick inte vidare | Gick inte vidare |
| Jacek Wszoła          | Herrarnas höjdhopp       | 2,16    | 1 Q       | 2,25 OR          |                  |

Kombinerade grenar – Tiokamp
| Friidrottare      | Gren     | 100 m | LJ   | SP    | HJ   | 400 m | 100H  | DT    | PV   | JT    | 1500 m  | Final | Placering |
| ----------------- | -------- | ----- | ---- | ----- | ---- | ----- | ----- | ----- | ---- | ----- | ------- | ----- | --------- |
| Ryszard Katus     | Resultat | 11,06 | 7,04 | 13,48 | 1,84 | 49,87 | 14,51 | 42,28 | 4,50 | 57,54 | 4:47,00 | 7616  | 12        |
| Ryszard Katus     | Poäng    | 790   | 828  | 695   | 716  | 810   | 902   | 730   | 932  | 731   | 482     | 7616  | 12        |
| Ryszard Skowronek | Resultat | 11,02 | 7,26 | 13,74 | 1,91 | 47,91 | 14,75 | 45,34 | 4,80 | 62,22 | 4:29,89 | 8113  | 5         |
| Ryszard Skowronek | Poäng    | 799   | 873  | 712   | 779  | 903   | 876   | 788   | 1005 | 788   | 590     | 8113  | 5         |

Damer
| Friidrottare      | Gren                    | Heat     | Heat      | Kvartsfinal | Kvartsfinal | Semifinal | Semifinal | Final            | Final            |
| Friidrottare      | Gren                    | Resultat | Placering | Resultat    | Placering   | Resultat  | Placering | Resultat         | Placering        |
| ----------------- | ----------------------- | -------- | --------- | ----------- | ----------- | --------- | --------- | ---------------- | ---------------- |
| Bożena Nowakowska | Damernas 100 meter häck | 13,05    | 1 Q       | i.u.        | i.u.        | 13,04     | 5         | Gick inte vidare | Gick inte vidare |
| Grażyna Rabsztyn  | Damernas 100 meter häck | 13,09    | 2 Q       | i.u.        | i.u.        | 13,35     | 2 Q       | 12,96            | 5                |
| Irena Szewińska   | Damernas 400 meter      | 52,75    | 3 Q       | 52,00       | 4 Q         | 50,48 OR  | 1 Q       | 49,29 WR         |                  |

| Friidrottare  | Gren                    | Kval    | Kval      | Final   | Final     |
| Friidrottare  | Gren                    | Distans | Placering | Distans | Placering |
| ------------- | ----------------------- | ------- | --------- | ------- | --------- |
| Danuta Rosani | Damernas diskuskastning | 57,78   | 11 q      | DSQ*    | DSQ*      |

## Fäktning

### Herrar

#### Lag
| Fäktare                                                                                  | Gren                           | Elimineringsomgång                       | Elimineringsomgång | Kvartsfinal          | Semifinal            | Final                | Final     |
| Fäktare                                                                                  | Gren                           | Motståndare Resultat                     | Placering          | Motståndare Resultat | Motståndare Resultat | Motståndare Resultat | Placering |
| ---------------------------------------------------------------------------------------- | ------------------------------ | ---------------------------------------- | ------------------ | -------------------- | -------------------- | -------------------- | --------- |
| Jerzy Janikowski Zbigniew Matwiejew Leszek Swornowski Marceli Wiech                      | Herrarnas lagtävling i värja   | Frankrike L 1-13 Ungern L 4-11           | 4                  | Gick inte vidare     | Gick inte vidare     | Gick inte vidare     | 11        |
| Leszek Martewicz Lech Koziejowski Ziemowit Wojciechowski Arkadiusz Godel Marek Dąbrowski | Herrarnas lagtävling i florett | Hongkong W 15-1 Iran W 13-3 USA W 9-2    | 1 Q                | Tyskland L 4-9       | Frankrike W 9-3      | Storbritannien W 9-1 | 5         |
| Leszek Jabłonowski Józef Nowara Sylwester Królikowski Jacek Bierkowski                   | Herrarnas lagtävling i sabel   | Argentina W 10-6 Iran W 9-7 Ungern L 6-8 | 2 Q                | Rumänien L 4-9       | USA W 9-3            | Kuba W 9-6           | 6         |

### Damer

#### Lag
| Fäktare | Gren                          | Elimineringsomgång               | Elimineringsomgång | Kvartsfinal          | Semifinal            | Final                | Final     |
| Fäktare | Gren                          | Motståndare Resultat             | Placering          | Motståndare Resultat | Motståndare Resultat | Motståndare Resultat | Placering |
| --- | ----------------------------- | -------------------------------- | ------------------ | -------------------- | -------------------- | -------------------- | --------- |
| Jolanta Bebel-Rzymowska Kamilla Składanowska Barbara Wysoczańska Krystyna Machnicka-Urbańska Grażyna Staszak-Makowska | Damernas lagtävling i florett | Kanada W 9-7 Sovjetunionen L 2-9 | 2 Q                | Frankrike L 5-9      | Storbritannien W 8-8 | Italien L 7-9        | 6         |

## Gymnastik

### Artistisk
Herrar
| Gymnast                                                                                 | Gren                    | Kval    | Kval    | Kval    | Kval    | Kval    | Kval    | Kval   | Kval      | Final            | Final            | Final            | Final            | Final            | Final            | Final            | Final            |
| Gymnast                                                                                 | Gren                    | Redskap | Redskap | Redskap | Redskap | Redskap | Redskap | Totalt | Placering | Redskap          | Redskap          | Redskap          | Redskap          | Redskap          | Redskap          | Totalt           | Placering        |
| Gymnast                                                                                 | Gren                    | F       | PH      | R       | V       | PB      | HB      | Totalt | Placering | F                | PH               | R                | V                | PB               | HB               | Totalt           | Placering        |
| --------------------------------------------------------------------------------------- | ----------------------- | ------- | ------- | ------- | ------- | ------- | ------- | ------ | --------- | ---------------- | ---------------- | ---------------- | ---------------- | ---------------- | ---------------- | ---------------- | ---------------- |
| Grzegorz Ciastek                                                                        | Herrarnas ind. mångkamp | 17,65   | 17,45   | 17,80   | 18,15   | 17,25   | 17,05   | 105,35 | 74        | Gick inte vidare | Gick inte vidare | Gick inte vidare | Gick inte vidare | Gick inte vidare | Gick inte vidare | Gick inte vidare | Gick inte vidare |
| Marian Pieczka                                                                          | Herrarnas ind. mångkamp | 18,05   | 18,35   | 17,60   | 18,70   | 16,75   | 18,30   | 107,75 | 61        | Gick inte vidare | Gick inte vidare | Gick inte vidare | Gick inte vidare | Gick inte vidare | Gick inte vidare | Gick inte vidare | Gick inte vidare |
| Andrzej Szajna                                                                          | Herrarnas ind. mångkamp | 19,00   | 18,70   | 18,95   | 19,10   | 19,00   | 19,10   | 113,85 | 11 Q      | 9,600            | 9,600            | 9,600            | 9,800            | 9,550            | 9,550            | 114,625          | 6                |
| Roman Tkaczyk                                                                           | Herrarnas ind. mångkamp | 17,75   | 17,30   | 17,65   | 18,15   | 17,80   | 17,70   | 106,35 | 69        | Gick inte vidare | Gick inte vidare | Gick inte vidare | Gick inte vidare | Gick inte vidare | Gick inte vidare | Gick inte vidare | Gick inte vidare |
| Łukasz Uhma                                                                             | Herrarnas ind. mångkamp | 17,20   | 17,80   | 17,80   | 18,55   | 18,05   | 17,40   | 106,80 | 65        | Gick inte vidare | Gick inte vidare | Gick inte vidare | Gick inte vidare | Gick inte vidare | Gick inte vidare | Gick inte vidare | Gick inte vidare |
| Mariusz Zasada                                                                          | Herrarnas ind. mångkamp | 16,60   | 18,40   | 18,45   | 18,20   | 17,35   | 17,10   | 106,10 | 71        | Gick inte vidare | Gick inte vidare | Gick inte vidare | Gick inte vidare | Gick inte vidare | Gick inte vidare | Gick inte vidare | Gick inte vidare |
| Grzegorz Ciastek Marian Pieczka Andrzej Szajna Roman Tkaczyk Łukasz Uhma Mariusz Zasada | Herrarnas lagmångkamp   | 89,65   | 90,45   | 90,05   | 93,10   | 90,55   | 91,05   | 544,85 | 11        | i.u.             | i.u.             | i.u.             | i.u.             | i.u.             | i.u.             | i.u.             | i.u.             |

Individuella finaler
| Gymnast        | Gren                | Redskap | Redskap | Redskap | Redskap | Redskap | Redskap | Totalt | Rank |
| Gymnast        | Gren                | F       | PH      | R       | V       | PB      | HB      | Totalt | Rank |
| -------------- | ------------------- | ------- | ------- | ------- | ------- | ------- | ------- | ------ | ---- |
| Andrzej Szajna | Herrarnas bygelhäst | i.u.    | 18,950  | i.u.    | i.u.    | i.u.    | i.u.    | 18,950 | 6    |

## Handboll
Herrar
Gruppspel
| Nr | Lag             | S | V | O | F | GM | IM  | MS  | P  |
| -- | --------------- | - | - | - | - | -- | --- | --- | -- |
| 1  | Rumänien        | 4 | 3 | 1 | 0 | 91 | 71  | +20 | 10 |
| 2  | Polen           | 4 | 3 | 0 | 1 | 80 | 71  | +9  | 9  |
| 3  | Ungern          | 4 | 2 | 0 | 2 | 92 | 82  | +10 | 6  |
| 4  | Tjeckoslovakien | 4 | 1 | 1 | 2 | 85 | 82  | +3  | 4  |
| 5  | USA             | 4 | 0 | 0 | 4 | 80 | 122 | −42 | 0  |

| Hemma \ Borta   | Rumänien | Polen | Ungern | Tjeckoslovakien | USA   |
| Rumänien        | —        | 17-15 | 23-18  | 19-19           | 32-19 |
| Polen           | 15-17    | —     | 18-16  | 21-18           | 26-20 |
| Ungern          | 18-23    | 16-18 | —      | 22-20           | 36-21 |
| Tjeckoslovakien | 19-19    | 18-21 | 20-22  | —               | 28-20 |
| USA             | 19-32    | 20-26 | 21-36  | 20-28           | —     |

Brons
- Andrzej Szymczak
- Piotr Cieśla
- Zdzislaw Antczak
- Zygfryd Kuchta
- Jerzy Klempel
- Janusz Brzozowski
- Ryszard Przybysz
- Jerzy Melcer
- Andrzej Sokołowski
- Jan Gmyrek
- Henryk Rozmiarek
- Alfred Kałuziński
- Włodzimierz Zieliński
- Mieczysław Wojczak

## Judo
Herrar
| Idrottare         | Viktklass             | Omgång 1                            | Omgång 2                                  | Omgång 3                         | Omgång 4             | Återkval 1                      | Återkval 2                         | Final / BM                       | Final / BM       |
| Idrottare         | Viktklass             | Motståndare Resultat                | Motståndare Resultat                      | Motståndare Resultat             | Motståndare Resultat | Motståndare Resultat            | Motståndare Resultat               | Motståndare Resultat             | Placering        |
| ----------------- | --------------------- | ----------------------------------- | ----------------------------------------- | -------------------------------- | -------------------- | ------------------------------- | ---------------------------------- | -------------------------------- | ---------------- |
| Marian Standowicz | Lättvikt −63kg        | Manuel Luna (VEN) W 0001-0000       | Héctor Rodriguez Torres (CUB) L 0000-0010 | BYE                              | BYE                  | BYE                             | José Pinto Gomes (POR) W 0010-0000 | József Tuncsik (HUN) L 0000-0100 | 5                |
| Marian Tałaj      | Halv mellanvikt −70kg | Vladimir Nevzorov (URS) W 0000-1000 | BYE                                       | BYE                              | BYE                  | Thomas Hagman (SUI) W 0010-0000 | John Van Hoek (AUS) W 0001-0000    | Chang-Seon Lee (KOR) W 1000-0000 |                  |
| Adam Adamczyk     | Mellanvikt −80kg      | Daniel Guldemont (BEL) W 1000-0000  | Slavko Obadov (YUG) L 0001-1000           | Gick inte vidare                 | Gick inte vidare     | Gick inte vidare                | Gick inte vidare                   | Gick inte vidare                 | Gick inte vidare |
| Antoni Reiter     | Halv tungvikt −93kg   | BYE                                 | Paul Buchel (LIE) W 1000-0000             | Dietmar Lorenz (GDR) L 0001-0100 | Gick inte vidare     | Gick inte vidare                | Gick inte vidare                   | Gick inte vidare                 | Gick inte vidare |
| Waldemar Zausz    | Tungvikt +93kg        | Keith Remfry (GBR) L 0000–0010      | Gick inte vidare                          | Gick inte vidare                 | Gick inte vidare     | Gick inte vidare                | Gick inte vidare                   | Gick inte vidare                 | Gick inte vidare |
| Waldemar Zausz    | Öppen viktklass       | Jen-Luc Rouge (FRA) L 0000–1000     | Gick inte vidare                          | Gick inte vidare                 | Gick inte vidare     | Gick inte vidare                | Gick inte vidare                   | Gick inte vidare                 | Gick inte vidare |

## Kanotsport

### Sprint
Herrar
| Kanotist                                                         | Gren                 | Heat    | Heat      | Återkval | Återkval  | Semifinal | Semifinal | Final            | Final            |
| Kanotist                                                         | Gren                 | Tid     | Placering | Tid      | Placering | Tid       | Placering | Tid              | Placering        |
| ---------------------------------------------------------------- | -------------------- | ------- | --------- | -------- | --------- | --------- | --------- | ---------------- | ---------------- |
| Ryszard Kosiński                                                 | Herrarnas C-1 500 m  | 2:16,60 | 6 R       | 2:08,06  | 3 Q       | 2:12,71   | 4         | Gick inte vidare | Gick inte vidare |
| Jerzy Opara Andrzej Gronowicz                                    | Herrarnas C-2 500 m  | 1:58,90 | 3 Q       | BYE      | BYE       | 1:49,04   | 1 Q       | 1:47,77          |                  |
| Jerzy Opara Andrzej Gronowicz                                    | Herrarnas C-2 1000 m | 3:52,58 | 1 Q       | BYE      | BYE       | 3:59,34   | 1 Q       | 3:59,56          | 4                |
| Grzegorz Śledziewski                                             | Herrarnas K-1 500 m  | 1:54,27 | 1 Q       | BYE      | BYE       | 1:52,39   | 1 Q       | 1:48,49          | 5                |
| Grzegorz Śledziewski                                             | Herrarnas K-1 1000 m | 3:55,76 | 2 Q       | BYE      | BYE       | 3:46,88   | 1 Q       | 3:54,29          | 8                |
| Ryszard Oborski Grzegorz Śledziewski                             | Herrarnas K-2 500 m  | 1:46,31 | 6 R       | 1:47,30  | 2 Q       | 1:41,65   | 4         | Gick inte vidare | Gick inte vidare |
| Ryszard Tylewski Daniel Wełna                                    | Herrarnas K-2 1000 m | 3:36,57 | 3 Q       | BYE      | BYE       | 3:29,07   | 4         | Gick inte vidare | Gick inte vidare |
| Henryk Budzicz Kazimierz Górecki Grzegorz Kołtan Ryszard Oborski | Herrarnas K-4 1000 m | 3:07,91 | 2 Q       | BYE      | BYE       | 3:13,62   | 3 Q       | 3:12,17          | 5                |

Damer
| Kanotist                          | Gren               | Heat    | Heat      | Återkval | Återkval  | Semifinal | Semifinal | Final   | Final     |
| Kanotist                          | Gren               | Tid     | Placering | Tid      | Placering | Tid       | Placering | Tid     | Placering |
| --------------------------------- | ------------------ | ------- | --------- | -------- | --------- | --------- | --------- | ------- | --------- |
| Ewa Kamińska                      | Damernas K-1 500 m | 2:12,38 | 1 Q       | BYE      | BYE       | 2:08,48   | 1Q        | 2:05,16 | 4         |
| Maria Kazanecka Katarzyna Kulczak | Damernas K-2 500 m | 2:01,45 | 3 Q       | i.u.     | i.u.      | 1:53,50   | 3 Q       | 1:55,05 | 6         |

## Modern femkamp
| Athlete                                                     | Event        | Skytte (10 m luftpistol) | Fäktning (värja en stöt) | Simning (200 m frisim) | Ridning (hoppning) | Löpning (3000 m) | Totalpoäng | Slutlig placering |
| Athlete                                                     | Event        | Poäng                    | Poäng                    | Poäng                  | Poäng              | Poäng            | Totalpoäng | Slutlig placering |
| ----------------------------------------------------------- | ------------ | ------------------------ | ------------------------ | ---------------------- | ------------------ | ---------------- | ---------- | ----------------- |
| Zbigniew Pacelt                                             | Individuellt | 1100                     | 592                      | 890                    | 1308               | 1138             | 5028       | 19                |
| Janusz Pyciak-Peciak                                        | Individuellt | 1066                     | 928                      | 1044                   | 1164               | 1318             | 5520       |                   |
| Krzysztof Trybusiewicz                                      | Individuellt | 1004                     | 640                      | 978                    | 1072               | 1129             | 4823       | 34                |
| Janusz Pyciak-Peciak Zbigniew Pacelt Krzysztof Trybusiewicz | Lagtävling   | 3170                     | 2160                     | 2912                   | 3544               | 3585             | 15343      | 4                 |

## Rodd
Herrar
| Roddare                                                                           | Gren              | Heat    | Heat      | Återkval | Återkval  | Semifinal | Semifinal | Final   | Final     |
| Roddare                                                                           | Gren              | Tid     | Placering | Tid      | Placering | Tid       | Placering | Tid     | Placering |
| --------------------------------------------------------------------------------- | ----------------- | ------- | --------- | -------- | --------- | --------- | --------- | ------- | --------- |
| Zbigniew Ślusarski Alfons Ślusarski                                               | Tvåa utan styrman | 6:58,98 | 2 Q       | BYE      | BYE       | 6:44,64   | 5 FB      | 7:35,53 | 11        |
| Ryszard Stadniuk Grzegorz Stellak Ryszard Kubiak                                  | Tvåa med styrman  | 7:43,45 | 4 R       | 7:23,17  | 1 Q       | 7:09,33   | 3 Q       | 8:23,02 | 6         |
| Jerzy Broniec Adam Tomasiak Jerzy Ulczyński Ryszard Burak Włodzimierz Chmielewski | Fyra med styrman  | 6:42,55 | 4 R       | 6:22,16  | 1 Q       | 6:13,53   | 5 FB      | 6:51,85 | 8         |

Damer
| Roddare | Gren              | Heat    | Heat      | Återkval | Återkval  | Final   | Final     |
| Roddare | Gren              | Tid     | Placering | Tid      | Placering | Tid     | Placering |
| --- | ----------------- | ------- | --------- | -------- | --------- | ------- | --------- |
| Ewa Ambroziak | Singelsculler     | 3:58,09 | 5 R       | 4:16,74  | 4 FB      | 4:26,60 | 9         |
| Anna Krzemińska-Karbowiak Małgorzata Kawalska | Tvåa utan styrman | 3:41,05 | 5 R       | 4:02,20  | 4 FB      | 4:03,26 | 8         |
| Anna Brandysiewicz Bogusława Kozłowska-Tomasiak Barbara Wenta-Wojciechowska Danuta Konkalec Róża Data Mieczysława Franczyk Maria Stadnicka Aleksandra Kaczyńska Dorota Zdanowska | Åtta med styrman  | 3:06,67 | 3 R       | 3:18,18  | 5 FB      | 3:32,48 | 7         |

## Segling
| Seglare         | Gren      | Lopp | Lopp | Lopp | Lopp | Lopp | Lopp | Lopp | Nettopoäng | Slutlig placering |
| Seglare         | Gren      | 1    | 2    | 3    | 4    | 5    | 6    | 7    | Nettopoäng | Slutlig placering |
| --------------- | --------- | ---- | ---- | ---- | ---- | ---- | ---- | ---- | ---------- | ----------------- |
| Ryszard Blaszka | Finnjolle | 22   | 22   | 4    | 5    | 4    | 25   | 25   | 113,0      | 16                |